# Jonas Andersson (speedwayförare)
Jonas Andersson, född 22 juni 1990, är en speedwayförare från Östhammar. Under säsongen 2007 körde han för elitserielaget Rospiggarna och var med sina 17 år en av de yngsta förarna i den svenska proffsligan. Inför 2008 bytte Andersson klubb till allsvenska Vargarna.

## Klubbar
- 2000–2005 Rospiggarna Speedway (80cc)
- 2006–2007 Rospiggarna Speedway (Elitserien)
- 2006–2007 Gävle/Rospiggarna (Division 1)
- 2008– Vargarna Speedway (Allsvenskan)
- 2008– Västervik Speedway (Elitserien)
- 2009– Vargarna Speedway (Eliserien). The Wasps Newport (Premier League). Polonia Bydgoszcz (Ekstra Liga)